# Rowley Douglas
Rowley Douglas (Washington D. C., Estados Unidos, 27 de enero de 1997) es un deportista británico que compitió en remo como timonel.
Participó en los Juegos Olímpicos de Sídney 2000, obteniendo una medalla de oro en la prueba de ocho con timonel. Ganó una medalla de plata en el Campeonato Mundial de Remo de 1999, en la misma prueba.

## Palmarés internacional
| Juegos Olímpicos   | Juegos Olímpicos        | Juegos Olímpicos | Juegos Olímpicos |
| Año                | Lugar                   | Medalla          | Prueba           |
| ------------------ | ----------------------- | ---------------- | ---------------- |
| 2000               | Sídney (Australia)      | Medalla de oro   | Ocho con timonel |
| Campeonato Mundial |                         |                  |                  |
| Año                | Lugar                   | Medalla          | Prueba           |
| 1999               | St. Catharines (Canadá) | Medalla de plata | Ocho con timonel |